# Носки Бертлмана
Носки́ Бе́ртлмана (англ. the Bertlmann's socks, фр. les chaussettes de Bertlmann) — шуточная аллегория, использованная физиком Джоном Беллом в его статье «Носки Бертлмана и природа реальности» как пример упрощённо-бытового детерминистского понимания парадокса Эйнштейна — Подольского — Розена. Статья была прочитана на конференции в Коллеж де Франс в Париже 17 июня 1980 года.

## Суть аллегории

«Les chaussettes de M. Bertlmann et la nature de la réalité» («Носки г-на Бертлмана и природа реальности») — рисунок Белла, сделанный в рукописи его статьи в 1980 г. Надпись над левой ногой: «розовый», над правой ногой: «не розовый»

Для аллегории Белл использовал пример своего коллеги по работе в CERN доктора Рейнхолда Бертлмана (нем. Reinhold Bertlmann) из Венского университета. Отличаясь академической рассеянностью, Бертлман нередко приходил на работу в разных носках. Предугадать заранее, на какой ноге какого цвета носок окажется сегодня, было невозможно. Однако достаточно было увидеть, допустим, розовый носок на левой ноге, чтобы заключить, что на правой ноге носок будет каким угодно, но не розовым — даже если правая нога ещё не видна.
Белл использовал рассеянность Бертлмана для своего примера упрощённо-бытового детерминистского понимания ЭПР-парадокса «уличным философом». Действительно, если в квантово-запутанной паре фотонов один фотон «розовый» (имеет спин с положительной спиральностью), то второй очевидным образом «не розовый» (отрицательная спиральность). Это весьма логично, однако далее Белл пишет: «Так как реальные свойства, зафиксированные перед актом наблюдения, не содержатся в квантовом формализме, такой формализм для авторов ЭПР-парадокса неполон». И продолжает: «Мы словно бы пришли к отрицанию реальности носков Бертлмана, по крайней мере реальности их цветов, когда на них не смотрят. … Откуда второй носок знает, что творится с первым?»